# Theoxenie
Der Begriff Theoxenie (altgriechisch θεός ‚Gott‘ und ξένος ‚Gast‘, ‚Fremder‘) bezeichnet in Mythos und Kult im antiken Griechenland die Gastfreundschaft von Menschen für Götter und Heroen. Gewöhnlich fand Theoxenie in der Form einer Mahlzeit statt. Damit testeten die göttlichen Wesen die Qualitäten der Menschen und bestraften sie, wenn ihnen eine Theoxenie verweigert wurde. Die Idee des Teilens mit einer Gottheit ist sehr alt und geht über die griechische und römische Zeit hinaus.

## Andere Bezeichnungen
Heroxeinia ist auf einer Inschrift aus Thasos aus dem 4. Jahrhundert v. Chr. überliefert. Es bezeichnet wahrscheinlich ein Fest, zu dem Helden zum Essen eingeladen waren. Im römischen Kulturkreis wurde ein der Theoxenie vergleichbares Fest Lectisternium genannt.

## Definition
Theoxenie (oder auch Theoxenia) als Singular Femininum ist ein Begriff der Wissenschaft. Im Altertum existierte der Ausdruck in dieser Form nicht; dort ist er als Theoxenia lediglich als Plural Neutrum bekannt und bezeichnet eine Art von Festen, von denen sich der Name des delphischen Frühjahrsmonats Theoxenios (= Elaphebolion) ableitete. Eine Theoxenie wird von der Wissenschaft über die verwendeten Begriffe in den Überlieferungen und dem Charakter der Opfergaben erkannt.
Theoxenie beschreibt ein Ritual der Gastfreundschaft für Götter und Heroen. Die Gäste wurden zuerst eingeladen. Zum Anlass stellte man eine Sitzgelegenheit (κλίνη) auf. Sie wurde abgedeckt und geschmückt. Daneben wurde eine ebenso geschmückte Trapeza gestellt, auf der Geschirr mit Essen und Trinken offeriert wurden. Manchmal wurden Symbole des Eingeladenen hinzugefügt. Die eingesetzten Mittel entsprachen den Konventionen, die zur Unterhaltung von Gästen eingesetzt wurden. Theoxenie war ein weit verbreiteter Opfertyp in der griechischen Gesellschaft und Ausdruck des Konzepts der Gastfreundschaft, die in der griechischen Kultur einen hohen Stellenwert innehatte.

## Abgrenzung
Der Unterschied zwischen einer Thysia, die ebenfalls ein Festmahl beinhaltet, und Theoxenie liegt in der Form der dargebotenen Speisen und dem zeitlichen Ablauf. Bei einer Theoxenie erhält die Gottheit die gleiche Art von Nahrung dargeboten wie sie der Mensch isst. Bei einer Thysia hingegen erhält die Gottheit ihren Anteil im Rauch auf dem Altar, der von dem Verbrannten aufsteigt. Bei der Theoxenie wurden die göttlichen Gäste als zu Besuch und dann als abreisend betrachtet. Bei einer Thysia waren der göttliche und der menschliche Teil des Opfers zeitlich und inhaltlich getrennt. Während also eine Thysia eher die Distanz betont, baut das geteilte Mahl einer Theoxenie eine enge Verbindung zwischen Göttern und Menschen, in dem sie „den Regeln und Gesetzmäßigkeiten der xenia unterliegt“.
Ein Deipnon im Kontext der griechischen Religion ist das Gegenteil einer Theoxenie. Während Theoxenie Gastfreundschaft ausdrückt, wird das Essen bei einem Deipnon zu den Göttern gebracht (deipnophoria).
Die Abgrenzung einer Theoxenie zu einer Trapeza ist schwierig, da die Vorbereitung eines geschmückten Tisches (Trapeza) mit Gaben Bestandteil einer Theoxenie ist. Das kommt besonders deutlich in einem Kalender von Marathon aus dem 4. Jahrhundert v. Chr. zum Ausdruck, bei der die Trapeza als Kurzform für das Anbieten einer Mahlzeit für den Gast mit und ohne Sitzgelegenheit interpretiert wird. Eine andere Ansicht stellt den Verarbeitungszustand des dargebotenen Fleisches als Charakteristikum in das Zentrum der Betrachtung. Bei einer Theoxenie wird gebratenes Fleisch geopfert im Gegensatz zu einem Trapezoma, das rohes Fleisch als Opfergabe benutzt. Die folgende Tabelle zeigt neben dem Verarbeitungszustand des Fleisches noch andere unterscheidende Merkmale zwischen Trapeza und einer Theoxenie.
| Kriterium                         | Trapezomata                                  | Theoxenien                              |
| --------------------------------- | -------------------------------------------- | --------------------------------------- |
| Begriff                           | trapeza, trapezomata                         | theoxenia, xenia, heroxenia, theodaisia |
| Fleisch                           | roh                                          | gebraten                                |
| Hinterlegung                      | Tisch, seltener Altar                        | Tisch                                   |
| Hilfsmittel                       | keine                                        | Sitzgelegenheit (κλίνη)                 |
| Standort                          | in der Nähe eines Altars oder im Tempel      | unklar                                  |
| Zusätzliche Opfergaben            | möglicherweise                               | Kuchen, Käse, Wein, Früchte             |
| Mit Einladung verbunden           | nein                                         | ja                                      |
| Weiteres Schicksal der Opfergaben | ging an Priester, Regulation durch Lex Sacra | ungewiss                                |

Als eindeutiges Zeichen für eine Theoxenie gilt eine Einladung und das Aufstellen einer Sitzgelegenheit für die Götter, mit dem sie sich gegenüber älteren Essriten abgrenzt, wie zum Beispiel den argmata, die in der Odyssee erwähnt werden.

## Ritual
Theoxenien wurden in Heiligtümern, auf öffentlichen Plätzen oder im privaten Umfeld ausgeführt. Die Grundlage für das Opfer bildeten die Merkmale der Behandlung von Gästen, damit sie sich wohl fühlen konnten. Bereits die Einladung für das Opfer war ein wichtiger Bestandteil des Rituals. Sitzgelegenheiten wurden aufgestellt und geschmückt. Nahrungsmittel und Kultgegenstände wurden den Gästen, Götter und Heroen, auf dem Tisch dargeboten. Götter konnten sowohl Gäste als auch Gastgeber sein. So fungierte Apollon in Delphi als Gastgeber und lud seine Gäste, die Heroen, ein, um mit ihm zu speisen.
In drei ausführlichen Beschreibungen von Theoxenien ist dieses Opfer Teil einer Thysia. In einer Überlieferung ist es in ein ganzes Festival integriert, in einer anderen ist es ein privater Kult mit Opfern und in einer dritten ist es Teil von Riten von Stämmen. Es scheint, dass eine Theoxenie als Ergänzung ausgeführt wurde und die Vorbereitung der Sitzgelegenheit und des Tisches als Betonung des Gottes als Empfänger gedient haben könnte.

## Opfergaben
Die Opfergaben einer Theoxenie umfassten Gegenstände und Nahrungsmittel, die für das Wohlbefinden von Gästen sorgen sollten.
Die geopferten Nahrungsmittel waren auch den Menschen bekömmlich. Sie bestanden aus Getreide, Früchten, Kuchen und Fleisch. In der Inschrift aus Selinous wird auch Honig aufgeführt.
Eine Theoxenie für Herakles führt zur Unterhaltung des Gastes zwei Lampen, zwei bronzene Lampen mit sieben Flammen, ein rechteckiges Kohlebecken (Eschara), eine Schüssel, einen Teppich, einen Tisch, fünf kleine Goldkronen für die Statuen, zwei Keulen, drei vergoldete Weihrauchbrenner, eine Sitzgelegenheit, einen Sockel für dieselbe und einen Bronzering auf.
Eine athenische Inschrift aus dem 4. Jahrhundert v. Chr. listet Bestandteile auf, die auf eine Theoxenie hindeuten. Für einen namenlosen Helden werden eine Sitzgelegenheit, eine Matratze, eine Bettdecke, ein glatter Teppich, vier Kissen, zwei Arten von Tüchern und eine Reihe von Silbergefäßen aufgelistet.

## Empfänger
Die Empfänger einer Theoxenie waren Götter und Heroen.
In der Inschrift aus Kos wird Herakles Gastfreundschaft angeboten. In Selinous wurden die Vorfahren (Tritopatores) als Heroen mit einer Theoxenie geehrt. Im Rahmen des Festes für Zeus Sosipolis in Magnesia am Mäander erhielten Zeus, Artemis und Apollon je eine Sitzgelegenheit.
Theoxenien waren weit verbreitet. Da das Opfer preiswert war, wurde es auch in nicht-öffentlichen Räumen für Heroen zelebriert. Darauf deuten die vielen überlieferten Reliefs, die Heroen am Festmahl zeigen.
Manche Religionshistoriker des 20. Jahrhunderts nahmen an, dass Theoxenien vor allem für Heroen und niedere Götter ausgeführt wurden. Oftmals wurde diese Ansicht damit verbunden, dass die Theoxenie ursprünglich aus dem Opferkult für gewöhnliche Tote entstanden war. Doch bereits August Mommsen verband 1878 Theoxenien mit den zwölf Göttern des griechischen Olymp bereiteten Göttermahlen. Seither konnten Theoxenien in weiteren religiösen Festen nachgewiesen und der Kreis der göttlichen Adressaten erweitert werden. Darunter zählen Magna Mater, Attis, Pluton und Men. Laut Michael H. Jameson lassen sich Theoxenien – entgegen allen diesbezüglichen Versuchen – auf keine bestimmte Kategorie göttlicher oder gottähnlicher Empfänger einschränken.

## Absicht
Eine Theoxenie verbunden mit einer Thysia kann als Vorkehrung zur Sicherung der Anwesenheit der Götter angesehen werden. Sie trug „zum dramatischen Charakter“ einer Kette von Ritualen bei, in denen das Schmücken der Sitzgelegenheit und der Trapeza den Höhepunkt darstellen konnte.
Ebenfalls in andere Opfer eingebettet, unterstützte eine Theoxenie die Rückführung von gereinigten Geistern in normale Bedingungen und Beziehungen zu den Lebenden. Sie wurde als Mittel zur Aussöhnung mit einer feindlichen Kraft eingesetzt und bedeutete eine Reinigung. Diese Absicht ist in der Überlieferung der Inschrift aus dem 5. Jahrhundert v. Chr. enthalten.